# 深圳市人民政府
深圳市人民政府，简称深圳市政府、深府，是中华人民共和国广东省深圳市的地方国家行政机关。
深圳市人民政府于1979年3月由原宝安县人民政府撤销成立，1981年3月升格为副省级市人民政府。其办公地点位于福田区福中三路市民中心大楼。

## 沿革
1912年，中华民国北洋政府成立后，设新安县公署。1914年，改为宝安县公署。1927年，国民政府成立后，调整为宝安县政府。
1949年8月下旬，根据中共江南地委指示成立中共宝安县委、宝安县人民政府；10月20日随中国人民解放军进驻宝安县城，接管宝安党政事务。1949年10月20日，宝安县人民政府正式成立。1955年7月16日，调整为宝安县人民委员会。
1959年7月29日，宝安县人民公社委员会成立。1968年2月27日，宝安县革命委员会成立。1979年1月23日，撤销宝安县建制，成立深圳市，由省和惠阳地区实行双重领导，同时成立深圳市革命委员会。1979年1月29日，深圳市人民政府成立。1979年4月初，中共广东省委常委会讨论并向中央建议，在深圳、珠海、汕头各划出一块地，建立贸易合作区；当月，中央工作会议决定《关于大力发展对外贸易增加外汇收入若干问题的规定》，同意在深圳、珠海、汕头、厦门试办“出口特区”。1981年3月，深圳市人民政府由正地厅级升格为副省级。
当前，深圳市第七届人民政府由深圳市第七届人民代表大会第一次会议2021年5月19日选举产生，现任市长为覃伟中。

## 职权
根据《中华人民共和国地方各级人民代表大会和地方各级人民政府组织法》第七十三条，县级以上的地方各级人民政府行使下列职权：
1. 执行本级人民代表大会及其常务委员会的决议，以及上级国家行政机关的决定和命令，规定行政措施，发布决定和命令；
2. 领导所属各工作部门和下级人民政府的工作；
3. 改变或者撤销所属各工作部门的不适当的命令、指示和下级人民政府的不适当的决定、命令；
4. 依照法律的规定任免、培训、考核和奖惩国家行政机关工作人员；
5. 编制和执行国民经济和社会发展规划纲要、计划和预算，管理本行政区域内的经济、教育、科学、文化、卫生、体育、城乡建设等事业和生态环境保护、自然资源、财政、民政、社会保障、公安、民族事务、司法行政、人口与计划生育等行政工作；
6. 保护社会主义的全民所有的财产和劳动群众集体所有的财产，保护公民私人所有的合法财产，维护社会秩序，保障公民的人身权利、民主权利和其他权利；
7. 履行国有资产管理职责；
8. 保护各种经济组织的合法权益；
9. 铸牢中华民族共同体意识，促进各民族广泛交往交流交融，保障少数民族的合法权利和利益，保障少数民族保持或者改革自己的风俗习惯的自由，帮助本行政区域内的民族自治地方依照宪法和法律实行区域自治，帮助各少数民族发展政治、经济和文化的建设事业；
10. 保障宪法和法律赋予妇女的男女平等、同工同酬和婚姻自由等各项权利；
11. 办理上级国家行政机关交办的其他事项。

## 机构设置
根据《深圳市机构改革方案》，深圳市人民政府设置工作部门34个（其中部门管理机构2个），深圳市人民政府工作部门为副厅级（部门管理机构为副局正处级）。
深圳市人民政府设置下列机构：
- 深圳市人民政府办公厅
- 深圳市发展和改革委员会
- 深圳市教育局注2
- 深圳市科技创新局注1
- 深圳市工业和信息化局注1
- 深圳市公安局
- 深圳市民政局注1
- 深圳市司法局
- 深圳市财政局
- 深圳市人力资源和社会保障局
- 深圳市规划和自然资源局注1
- 深圳市生态环境局
- 深圳市住房和建设局
- 深圳市交通运输局注1
- 深圳市水务局
- 深圳市商务局注1
- 深圳市文化广电旅游体育局注1
- 深圳市卫生健康委员会注1注2
- 深圳市退役军人事务局
- 深圳市应急管理局注1
- 深圳市审计局
- 深圳市人民政府国有资产监督管理委员会注1
- 深圳市市场监督管理局注1
- 深圳市政务服务和数据管理局
- 深圳市统计局
- 深圳市医疗保障局
- 深圳市城市管理和综合执法局
- 深圳市人民政府口岸办公室
- 深圳市乡村振兴和协作交流局
- 深圳市信访局
- 深圳市海洋发展局
- 深圳市投资促进局

注1：科技创新局挂外国专家局牌子；工业和信息化局挂高新技术产业园区管理委员会牌子；民政局挂社会组织管理局牌子；规划和自然资源局挂林业局牌子；交通运输局挂港务管理局牌子；商务局挂保税区管理委员会牌子；文化广电旅游体育局挂文物局牌子；卫生健康委员会挂疾病预防控制局牌子；应急管理局挂地震局牌子；国有资产监督管理委员会挂集体资产管理办公室牌子；市场监督管理局挂知识产权局牌子。

注2：教育局与市委教育工作委员会合署办公；卫生健康委员会（疾病预防控制局）与市委卫生工作委员会合署办公。

### 部门管理机构
- 深圳市中小企业服务局，由市工业和信息化局管理。
- 深圳市城市更新局，由市住房和建设局管理。
- 深圳市公安局交通警察局，由市公安局管理。
- 深圳市社会保险基金管理局，由市人力资源和社会保障局管理。

（深圳市公安局交通警察局、深圳市社会保险基金管理局不列入深圳市人民政府工作部门序列。）

### 直属事业单位
- 深圳市人民政府发展研究中心
- 深圳市机关事务管理局
- 深圳市建筑工务署
- 深圳市气象局
- 深圳仲裁委员会
- 深圳市河套深港科技创新合作区深圳园区发展署
- 深圳大学（正厅级）
- 南方科技大學（不明确行政级别）
- 深圳技术大学（正厅级）
- 深圳职业技术大学
- 深圳信息职业技术学院

（市人民政府发展研究中心挂市人民政府政策研究室牌子。）

### 派出机构
- 深圳市大鹏新区管理委员会
- 深圳市深汕特别合作区管理委员会
- 深圳市前海深港现代服务业合作区管理局
- 深圳市人民政府驻北京办事处

（大鹏新区管理委员会挂中共深圳市大鹏新区工作委员会牌子；深汕特别合作区管理委员会挂中共深圳市深汕特别合作区工作委员会牌子；前海深港现代服务业合作区管理局挂中国（广东）自由贸易试验区深圳前海蛇口片区管理委员会牌子。）

## 政府党组
中国共产党深圳市人民政府党组，是中国共产党深圳市委员会在深圳市人民政府設立的基层组织。

### 职责
根据《中国共产党章程》第九章第四十八条，党组的任务有：
1. 负责贯彻执行党的路线、方针、政策。
2. 加强对本单位党的建设的领导，履行全面从严治党责任。
3. 讨论和决定本单位的重大问题。
4. 做好干部管理工作。
5. 讨论和决定基层党组织设置调整和发展党员、处分党员等重要事项。
6. 团结党外干部和群众，完成党和国家交给的任务。
7. 领导机关和直属单位党组织的工作。

### 成员
根据《中国共产党章程》第九章第四十九条：党组的成员，由批准成立党组的党组织决定。党组设书记，必要时还可以设副书记。中国共产党深圳市人民政府党组书记、副书记、成员均由中国共产党深圳市委员会决定，一般党组书记由市长担任，党组副书记由常务副市长担任，党组成员一般包括中国共产党籍的副市长和市政府秘书长。

## 现任领导
| 姓名   | 职务                  | 政党           | 出生年月           | 籍贯         | 性别 | 民族 | 其他职务 |
| ------ | --------------------- | -------------- | ------------------ | ------------ | ---- | ---- | --- |
| 覃伟中 | 市长 党组书记         | 中国共产党     | 1971年7月（53歲）  | 广西玉林     | 男   | 汉族 | 中国共产党广东省委员会委员 中国共产党深圳市委员会副书记 |
| 陶永欣 | 常务副市长 党组副书记 | 中国共产党     | 1972年2月（53歲）  | 吉林柳河     | 男   | 汉族 | 中国共产党深圳市委员会常委 中国共产党深圳市委员会军民融合发展委员会办公室主任 |
| 陈清   | 党组成员              | 中国共产党     | 1968年10月（56歲） | 湖北蕲春     | 男   | 汉族 | 中国共产党深圳市委员会常委 深圳市残疾人联合会主席 深圳市红十字会会长 |
| 赵勇   | 党组成员              | 中国共产党     | 1970年2月（55歲）  | 吉林梨树     | 男   | 汉族 | 中国共产党深圳市委员会常委 中国共产党深圳市纪律检查委员会书记 深圳市监察委员会主任 中国共产党深圳市公安局委员会书记 深圳市公安局局长 深圳市公安局督察长 中国共产党深圳市委政法委员会第一副书记 |
| 张华   | 副市长                | 中国农工民主党 | 1966年1月（59歲）  | 河南三门峡   | 女   | 汉族 | 中国农工民主党广东省委员会副主任委员 |
| 代金涛 | 副市长 党组成员       | 中国共产党     | 1970年8月（54歲）  | 黑龙江牡丹江 | 男   | 汉族 | |
| 罗晃浩 | 副市长 党组成员       | 中国共产党     | 1973年10月（51歲） | 廣東連平     | 男   | 汉族 | 中国共产党深圳市委员会金融委员会办公室主任 中国共产党深圳市委员会金融工作委员会书记 |
| 王卫   | 副市长 党组成员       | 中国共产党     | 1970年5月（54歲）  | 安徽合肥     | 男   | 汉族 | 中国共产党深圳市龙华区委员会书记 |
| 卢文鹏 | 秘书长 党组成员       | 中国共产党     | 1975年12月（49歲） | 山东夏津     | 男   | 汉族 | 中国共产党深圳市人民政府机关党组书记 深圳市人民政府办公厅主任 |

## 历任领导
深圳市革命委员会（县级）
- 任期：1979年1月-1980年6月
- 主任：贾华
- 副主任：李新亭、刘正义、叶明华、李定、陈仁

深圳市革命委员会（地级）
- 任期：1980年6月-1981年3月
- 主任：吴南生
- 副主任：黄施民、贾华、舒成友

深圳市人民政府市长
- 梁湘（1981年10月-1985年8月）
- 李灏（1985年8月-1990年5月）
- 郑良玉（1990年5月-1992年11月）
- 厉有为（1992年11月-1995年5月）
- 李子彬（1995年5月-2000年6月）
- 于幼军（2000年6月-2003年6月）
- 李鸿忠（2003年6月-2005年6月）
- 许宗衡（2005年6月-2009年6月）
- 王荣（2009年6月-2010年6月，代市长）
- 许勤（2010年6月-2017年4月）
- 陈如桂（2017年7月-2021年4月）
- 覃伟中（2021年4月-）